# Susan E. Tracy
Susan Elisabeth Tracy va ser una infermera nord-americana i és considerada una de les fundadores de la teràpia ocupacional.
Susan E. Tracy nascuda el 1878 a Massachusetts, morí el 1928. Va estudiar infermeria al Massachusetts Homeopathic Hospital Nursing School on es va graduar el 1898.
En el seus inicis va treballar com a infermera i va observar que els pacients hospitalitzats que participaven en una activitat estaven millor que els que restaven inactius. Així, el 1906 va organitzar classes de teràpia ocupacional per formar infermeres, a la institució mental Adams Nervine Assylum de Massachusetts. Intentà establir la teràpia ocupacional com una subdiciplina de la infermeria.
El 1912 Tracy va decidir dedicar-se a la Teràpia Ocupacional, obrint un centre experimental per l'estudi de l'ocupació d'invàlids. Allà es va dedicar a ensenyar als pacients i a les infermeres de salut pública. Els seus cursos són considerats com la primera capacitació sistemàtica en Teràpia ocupacional. Publicà el seu primer llibre el 1910, Studies in Invalid Occupation, que es va convertir en el primer llibre als Estats Units sobre Teràpia ocupacional, el qual es va fer servir com a manual de la disciplina fins a la dècada de 1940. Tracy incideix en la importància en què els pacients s'impliquin de manera adequada a les ocupacions i ho fa de manera adequada amb activitats d'acord amb els interesos dels pacients i capacitats. Segons Tracy les ocupacions terapeutiques havien de poseir certa dignitat i sentit pel pacient
Tracy és considerada una de les mares de la Teràpia ocupacional, malgrat que no va assistir el 15 de març de 1917 a la constitució de la National Society for the Promotion of Occupational Therapy, NSPOT, on havia estat convidada.